# Rainneville
Rainneville (picardisch: Rinneville) ist eine nordfranzösische Gemeinde mit 1085 Einwohnern (Stand 1. Januar 2022) im Département Somme in der Region Hauts-de-France. Die Gemeinde liegt im Kanton Amiens-2.

## Geographie
Die Gemeinde liegt rund zehn Kilometer nordnordöstlich von Amiens an der Départementsstraße D11 von Amiens in Richtung Pas-en-Artois und Arras, deren Verlauf auf eine Römerstraße zurückgeht. Die Entfernung nach Villers-Bocage beträgt rund vier Kilometer.

## Geschichte
Die Entdeckung einer gallo-römischen Töpferei belegt die lange Siedlungsgeschichte. 
Die Abtei Corbie errichtete im Mittelalter den Hof Beauvoir, der 1565 verkauft wurde und bis 1650 in Ruinen fiel.

## Einwohner
| 1962 | 1968 | 1975 | 1982 | 1990 | 1999 | 2006 | 2010 |
| ---- | ---- | ---- | ---- | ---- | ---- | ---- | ---- |
| 398  | 443  | 516  | 738  | 784  | 761  | 764  | 804  |

## Verwaltung
Bürgermeister (maire) ist seit 2001 Jacques Masset.

## Sehenswürdigkeiten
- neugotische, 1862 fertiggestellte Pfarrkirche Saint-Éloi von Victor Delefortrie
- große Rotbuche im Ort (31, rue de Pierregot)